# Polymastia tapetum
Polymastia tapetum är en svampdjursart som beskrevs av Michelle Kelly-Borges och Patricia R. Bergquist 1997. Polymastia tapetum ingår i släktet Polymastia och familjen Polymastiidae. Inga underarter finns listade i Catalogue of Life.